# Португальский крузадо
Крузадо или крузаду (порт. cruzado) — золотые и серебряные монеты Португалии , чеканились в XV—XIX веках.
Первые золотые крузадо (порт. cruzado de ouro) были отчеканены в 1457 году, в правление Афонсу V. В то время благодаря морским экспедициям Энрике Мореплавателя в Португалию начало поступать золото из Гвинеи, что и позволило начать чеканку золотых монет, которые получили название «крузаду», поскольку на их реверсе изображался крест (порт. cruz). Изначально крузаду оценивался в 253 «реала бранко» (денежная единица, введенная королём Дуарте I), однако через 60 лет, в правление Мануэла I, стоил уже 400 реалов. Чеканка крузадо прекратилась в 1555 году.
После реставрации португальской монархии (1640 год), с 1642 года король Жуан IV приказал вновь начать чеканку крузадо, на этот раз уже из серебра (порт. cruzado de prata). В таком виде (хотя его вес и стоимость время от времени изменялись) крузадо просуществовал еще почти два века, до 1835 года.